# Đạo đức của sự mơ hồ
Đạo đức của sự mơ hồ (tiếng Anh: The Ethics of Ambiguity, tiếng Pháp: Pour une morale de l'ambiguïté) là tác phẩm phi hư cấu lớn thứ hai của Simone de Beauvoir. Nó được gợi lên từ một bài giảng của bà vào 1945, mà theo đó bà nhận định rằng không thể đặt một hệ thống luân lý nào trên nền  tảng là tác phẩm triết học lớn Hiệu hữu và hư vô của đồng sự Jean-Paul Sartre. Trong suốt khoảng thời gian 6 tháng của năm tiếp theo, bà nỗ lực làm việc về chủ đề này và đăng kết quả làm nhiều kỳ lên tập san Les Temps modernes. Tháng 11 năm 1947, bà xuất bản thành sách.

## Nội dung
Đạo đức của sự mơ hồ gồm ba phần và một kết luận ngắn.

### Phần I: "Mơ hồ và tự do"
"Mơ hồ và tự do" đưa ra nền tảng triết học của lập trường Beauvoir về đạo đức. Bà khẳng định con người về cơ bản là tự do, một thứ tự do đến từ "sự hư vô" (nothingness) của họ. Đây là khía cạnh căn bản của khả năng tự nhận thức, tự ý thức về chính mình của họ: "... sự hư vô, thứ ở trung tâm của con người, cũng là chính ý thức (the consciousness) mà anh ta có về chính mình." Nhưng con người cũng là một đồ vật (a thing), một "kiện tính" (facticity), một vật thể (object) trước người khác. Sự mơ hồ (ambiguity) nằm ở việc mỗi người chúng ta vừa là chủ thể (subject) vừa là vật thể; vừa là tự do, vừa là kiện tính. Do chúng ta tự do, ta có khả năng nhận ra chính mình và lựa chọn việc để làm. Do chúng ta có tính kiện tính (factic), ta bị hạn chế bởi giới hạn vật lý, các rào cản xã hội và cả những kỳ vọng và quyền lực chính trị của người khác.
Beauvoir bác bỏ quan niệm về cái tốt tuyệt đối (absolute goodness) hay mệnh lệnh đạo đức tuyệt đối (absolute moral imperative) như là thứ tồn tại tự thân. "...không có giá trị tuyệt đối nào đi trước ham muốn của con người (passion of man), ở bên ngoài nó, trong mối quan hệ với nó, người ta có thể phân biệt thứ không hữu dụng (the useless) với thứ hữu dụng (the useful)." Giá trị (values) chỉ đến từ sự lựa chọn của chúng ta.
Sự tự do của con người chỉ có thể có được trong những dự phóng (project) cụ thể, chứ không phải trong sự trừu tượng (the abstract). Tự do "đòi hỏi sự hiện thực hóa các mục tiêu (end) cụ thể, của những dự phóng cụ thể."
Các kiểu nội dung cụ thể sẽ được thảo luận ở Phần III.

### Phần II: "Tự do cá nhân và những người khác"
"Tự do cá nhân và những người khác" xem xét một số cách thức khác nhau mà mọi người nỗ lực để khước từ tự do của họ, vì tự do có thể gây khó chịu và hoang mang. Sự tự do lựa chọn bao hàm cả tự do nỗ lực trốn tránh sự tự do của mình. Dẫu sao, trước khi chúng ta có thể làm được điều đó, chúng ta đều khởi đầu là những đứa trẻ, những người coi các giá trị (values) của người lớn xung quanh mình như những thứ đã-sẵn-có (ready-made things). Bà gọi đây là thái độ của "sự nghiêm túc", trong đó đứa trẻ "thoát khỏi sự lo lắng (anguish) của tự do" bằng cách nghĩ về các giá trị như là những thứ tồn tại một cách khách quan, bên ngoài anh ta, hơn [chỉ .ND] là một biểu hiện của sự tự do của anh ta. Một khi đã bước qua thời thơ ấu, một người có thể trở thành người tuân phục (sub-man), người trốn tránh mọi câu hỏi về tự do và coi rằng mình không tự do. Bậc thang tiếp theo trong hệ thống phân cấp này là người nghiêm túc (serious man), "từ bỏ tự do của mình bằng cách tuyên bố đặt nó ở bên dưới những giá trị không được điều kiện hóa (which would be unconditioned)," mà trên thực tế là một dạng quay trở về với thời thơ ấu. Cả người tuân phục và người nghiêm túc đều từ chối thừa nhận rằng họ tự do, theo nghĩa có khả năng tự lựa chọn giá trị cho mình.
Một số nhóm người khác đã nhận ra sự tự do của mình, nhưng sử dụng nó sai cách. Người hư vô (nihilist), thất bại trong cuộc sống, quyết định không cần phải thử cái gì hết. "Ý thức về việc không thể là bất cứ thứ gì, người đó quyết định không làm gì cả ... Chủ nghĩa hư vô là sự nghiêm túc gây thất vọng (disappointed seriousness), thứ đã tự quay lưng lại với chính mình." Người phiêu lưu (adventurer) là người tham gia tích cực vào các dự phóng sống khác nhau, nhưng không quan tâm đến mục tiêu đạt được. Người phiêu lưu không "gắn bản thân mình với mục tiêu mà anh ta hướng đến; chỉ gắn mình với cuộc chinh phục của anh ta. Anh ta muốn hành động vì chính bản thân hành động (action for its own sake)." Và anh ta chà đạp (trample on) lên những người khác trong quá trình này: "Người phiêu lưu chia sẻ thái độ khinh thường với loài người của người theo chủ nghĩa hư vô." Cuối cùng là người ham muốn (passionate man), người hăng hái quan tâm đến mục tiêu của anh ta, nhưng chia sẻ thái độ khinh thường tương tự đối với người khác: "không có ý định [mang đến .ND] tự do của anh ta cho con người, người ham muốn cũng không cho rằng họ tự do. Anh ta sẽ không ngần ngại đối xử với họ như đồ vật (things)."
Và cuối cùng là tự do đích thực (genuine freedom), thứ mang lại sự phấn khích (excitement) của người phiêu lưu và sự ham muốn (passion) của người ham muốn và có bao gồm trong đó cả sự quan tâm đến những người khác, quan tâm đến tự do của những người khác nữa. "ham muốn (passion) chỉ trở thành tự do đích thực khi một người gắn số phận sự hiện hữu của mình với sự hiện hữu của những người khác ..." (Passion is converted to genuine freedom only if one destines his existence to other existences ...). "Để bản thân tự do cũng là để những người khác tự do." (To will oneself free is also to will others free.)

### Phần III: "Khía cạnh tích cực của sự mơ hồ"
"Khía cạnh tích cực của sự mơ hồ" xem xét tính phức tạp (intricacies) và các sắc thái (nuances) của hành động tự do đích thực trong thế giới. Phần này bao gồm năm mục.
Phần III, mục 1, "Thái độ thẩm mỹ" phê phán rằng thái độ suy tư [trong trạng thái .ND] tách biệt [với xung quanh .ND] (detached contemplation) là không khả thi (unworkable).
Phần III, mục 2, "Tự do và giải phóng" tìm hiểu sâu về những điều xấu xa của sự áp bức (the evils of oppression) và đưa ra một số quan sát sắc bén về mối quan hệ giữa kẻ áp bức và kẻ bị áp bức. Kẻ áp bức thừa nhận sự tương thuộc (interdependence) giữa người với người, nhưng đối xử với những người ở giai cấp bị áp bức như đồ vật, không phải như con người tự do tồn tại với quyền của mình. Để ngăn việc họ nổi loạn, kẻ áp bức nỗ lực huyễn hoặc họ vào trong suy nghĩ rằng hoàn cảnh mang tính áp bức đơn giản là tự nhiên. Nhưng điều này là không đúng, và "những người bị áp bức có thể đạt được tự do của mình như một con người [đích thực .ND] chỉ trong việc làm cách mạng ..."
Phần III, mục 3, "Những nghịch lý (antinomies) của hành động" xem xét về sự cần thiết của bạo lực và các trăn trở đạo đức đi cùng với nó. "Để một hành động giải phóng trở thành một hành động đạo đức triệt để, nó sẽ phải đạt được thông qua sự chuyển đổi (conversion) của những kẻ áp bức: sau đó sẽ có sự dung hòa của tất cả tự do. Nhưng không ai ngày nay còn dám bỏ mình cho những mộng tưởng (utopian reveries) này nữa." Vậy trong những trường hợp nào, bạo lực là chính đáng? Trong hoàn cảnh nào thì những người bị áp bức, để đảm bảo sự giải phóng cho chính mình, có thể đối xử với những kẻ áp bức không như con người trọn vẹn nữa? Beauvoir xem xét cụ thể những sắc thái và khó khăn vi tế của những cân nhắc như vậy.
Phần III, mục 4, "Hiện tại và tương lai" thảo luận mối quan hệ giữa hành động trong hiện tại với mục tiêu không chắc chắn trong tương lai. Chương này xem xét và phê phán tất định luận (determinism) mà chủ nghĩa duy vật biện chứng của Karl Marx đưa ra.
Phần III, mục 5, "Sự mơ hồ", quay trở lại chủ đề ban đầu của tác phẩm, rằng mỗi chúng ta đều vừa tự do một cách triệt để (radically free), có thể vượt thoát lên trên chính mình (able to transcend himself or herself), lại vừa mang tính kiện tính (factical), bị giới hạn bởi thứ mà bản thân nó là như thế (constrained by that which just is what it is). Làm thế nào để một người vẫn sống đúng với tự do của mình trong khi vẫn để cho người khác tự do với tự do của họ, ngay cả khi họ mắc sai lầm? Liệu chúng ta có được biện minh khi nói lên sự thật khi mà người khác cho rằng sự thật ấy là không thể chịu nổi (unbearable)? Chúng ta phải hành động trong những tình huống cụ thể (particular situations), "sáng tạo ra giải pháp nguyên gốc" cho mỗi lần như vậy, nhưng nhớ rằng "con người chỉ là con người thông qua những hoàn cảnh mà sự cụ thể của chúng cũng chính xác là một sự thật phổ quát. " (man is man only through situations whose particularity is precisely a universal fact).
Kết luận ngắn tóm tắt quan điểm của Beauvoir về tự do của con người: "... chúng ta ngày nay hoàn toàn tự do nếu chúng ta chủ tâm hướng sự tồn tại của chúng ta đến sự hữu hạn của nó, một sự hữu hạn được mở ra trên nền cái vô hạn." Bà kết thúc với lời kêu gọi chúng ta nhận ra và hành động dựa trên sự thật cơ bản về sự tồn tại của chúng ta này.